# 13 Ways to Bleed on Stage
| Críticas profissionais | Críticas profissionais |
| Avaliações da crítica  | Avaliações da crítica  |
| Fonte                  | Avaliação              |
| ---------------------- | ---------------------- |
| allmusic               | [ 1 ]                  |

13 Ways to Bleed on Stage é o segundo álbum de estúdio da banda norte-americana Cold, lançado em 12 de setembro de 2000.

## Faixas
1. "Just Got Wicked" — 4:00
2. "She Said" — 4:08
3. "No One" (com Sierra Swan) — 3:17
4. "End of the World" — 3:04
5. "Confession" — 3:49
6. "It's All Good" — 3:43
7. "Send in the Clowns" (com Aaron Lewis) — 4:13
8. "Same Drug" — 3:43
9. "Anti-Love Song" — 3:10
10. "Witch" (com Sierra Swan) — 3:48
11. "Sick of Man" — 4:04
12. "Outerspace" — 3:37
13. "Bleed" (com Aaron Lewis) (conhecido como "Thirteen" após o 11/9) — 3:57

## Desempenho nas paradas musicais
| Parada musical (2000)            | Posição |
| -------------------------------- | ------- |
| Estados Unidos - Top Heatseekers | 1       |
| Estados Unidos - Billboard 200   | 98      |

## Créditos
- Scooter Ward — Vocal, guitarra, piano, teclados
- Kelly Hayes — Guitarra
- Terry Balsamo — Guitarra
- Jeremy Marshall — Baixo
- Sam McCandless — Bateria